# Ponte de Quebec

Ponte de Quebec

A Ponte de Quebec (em francês:  Pont de Québec) é uma ponte rodoviária, ferroviária e de pedestres sobre o baixo rio São Lourenço entre Sainte-Foy (desde 2002 um subúrbio a oeste da cidade de Quebec) e Lévis, Quebec, Canadá. O projeto falhou duas vezes durante a construção, em 1907 e 1916, que custou 88 vidas e mais pessoas feridas. Demorou mais de 30 anos para ser concluído, e foi inaugurado em 1919.
A Ponte Quebec é uma estrutura de treliça de aço rebitada e tem 987 m (3 238 pés) de comprimento, 29 m (95 pés) de largura e 104 m (341 pés) de altura. Braços cantilever de 177 m (581 pés) de comprimento suportam uma estrutura central de 195 m (640 pés), para um vão total de 549 m (1 801 pés), ainda o vão de ponte cantilever mais longo do mundo. (Foi o trecho mais longo do mundo em todas as categorias até que a Ponte Ambassador foi concluída em 1929.) É a travessia completa mais a leste (mais a jusante) do Rio São Lourenço.
A ponte acomoda três rodovia pistas (não havia nenhum até 1929, quando foi adicionado um, outro adicionou-se, em 1949, e uma terceira, em 1993), um trilho de linha (dois até 1949), e uma passarela (originalmente dois). Houve uma época em que também transportava uma linha de bonde. Desde 1993, é propriedade da Canadian National Railway.
Hoje a ponte é protegida pelo patrimônio histórico canadense.
A ponte foi completada em 20 de setembro de 1917 e inaugurada em 22 de agosto de 1919.